# Tutuki Splash
El Tutuki Splash és una de les quatre atraccions d'aigua del parc temàtic PortAventura Park, i una de les més conegudes. Està situada a la regió de la Polynesia. Va obrir les portes l'any 1995 coincidint amb la innauguració del parc temàtic i fou construit per Intamin AG.
Consisteix en un recorregut per a diferents coves i roques volcàniques de la Polynesia. Al llarg del recorregut podrem gaudir d'una primera baixada de 6 metres i la baixada final d'aproximadament 15 metres. Durant la baixada la barca pot agafar una velocitat d'uns 65 km per hora. Durant l'atracció estaràs assegut en una barca, amb diferents compartiments de seients, concretament, 5 files de 4 persones, així doncs, l'aforament màxim és de 20 persones. L'alçada mínima per pujar-hi és d'1,20.